# Panis angelicus
Panis angelicus (latinský výraz pro „Chléb andělský“) je předposlední strofa hymnu Sacris solemniis, jehož autorem je svatý Tomáš Akvinský. Text hymnu byl napsán pro liturgii svátku Těla a Krve Páně, spolu s dalšími modlitbami mše svaté a breviáře.
Tato strofa byla v minulosti často z celého hymnu vydělována a zhudebňována samostatně. Nejvíce známým zhudebněním je to od Césara Francka z roku 1872 pro tenor, harfu, cello a varhany, jež je součástí Franckovy mše Messe à trois voix.
Mezi další hymny Tomáše Akvinského týkající se Těla Kristova, jejichž části byly v minulosti samostatně zhudebňovány, patří „Verbum supernum prodiens“ (poslední dvě sloky začínají slovy „O salutaris hostia“) a „Pangue lingua gloriosi“ (poslední dvě sloky uvozuje verš „Tantum ergo“).

## Zhudebnění
Text „Panis angelicus“ byl zhudebněn jako moteto několika renesančními autory včetně João Lourenço Rebelo. V sedmnáctém století jej zhudebnil Marc-Antoine Charpentier. V pozdně romantickém období vznikla zhudebnění André Capleta, Camilla Saint-Saënse a nejznámější od Césara Francka.

## Text
| Latinský text | Český překlad | Alternativní český překlad |
| --- | --- | --- |
| Panis angelicus fit panis hominum; Dat panis cœlicus figuris terminum: O res mirabilis! Manducat Dominum pauper, servus et humilis. | Z chleba andělského pro lid chléb se stává, pod způsobou jeho skutečnost je pravá. Ó div předivoucí: Nejchudším se dává, v pokrm Kristus všemohoucí. | Chléb andělský stal se chlebem lidí. Nebeskému chlebu byla dána pozemská podoba. Ó věc tak podivuhodná! Pána požívá pokorný a chudý služebník. |